# Тажин
Тажин  (арапски: طاجين) је северноафричко јело, названо по земљаној посуди у којој се кува. Такође се зове марак или марка. Једно је од најпознатијих традиционалних јела у Мароку, Алжиру, Тунису и Либији.  

## Етимологија
Арапски طاجين (тажин) потиче од берберског ṭajin што значи „плитак земљани лонац”, од старогрчког ταγηνον (тагенон) што значи „тигањ, лонац”.

## Порекло
Већина људи се слаже да порекло потиче из касног 8. века када је пети абасидски халифа  Харун ал Рашид  владао Исламским царством. Међутим, постоји  мишљење да је употреба керамике у мароканском кувању вероватно римског утицаја; Римљани су били познати по својој керамици и вероватно су ту традицију донели у своју владавину римском Африком. Начин кувања у тажину појављује се у чувеној Хиљаду и једној ноћи, збирци прича на арапском језику из 9. века.
Данас се ова глинена посуда и њено традиционална јело првенствено припремају на Блиском истоку и у северној Африци.

## Глинена посуда
Посуда за кување је направљена од глине или керамике и може се оставити таква каква јесте или премазана глазуром. Омиљени је неглазирани глинени тажин због јединственог земљаног укуса којег даје јелима. Тажини долазе у свим величинама; у најмањем се може скувати храна за једну или две особе, док у највећем за осам или више људи.
Дно је широка, плитка кружна посуда која се користи и за кување и за сервирање, док је врх тажина изразито обликован у заобљену куполу или конус. Сврха врха у облику куполе или конуса је да врати влагу назад у храну, стварајући влажно и укусно јело.

## Врсте тажина

### Марокански и алжирски
У Мароку и Алжиру тажин је лагано куванo јело које се обично састоји од исеченог меса, живине или рибе заједно са поврћем или воћем. Додају се и зачини, ораси и суво воће. Уобичајени зачини укључују ђумбир, ким, куркуму, цимет и шафран. Паприка и чили се користе у тажинима од поврћа. Слатко-кисела комбинација је уобичајена у тажинским јелима попут јагњетине са сувим шљивама и зачинима. Тажини се углавном служе уз хлеб или кускус.

### Туниски и либијски
Оно што Тунижани називају тажином  разликује се од мароканског и алжирског. Туниски тажин више личи на француски киш, док је либијски сличнији италијанској фритати. Туниски тажин се не спрема традиционално у глиненој посуди, већ се пече у рерни. Најкласичнији туниски тажин се прави од јаја, кромпира, лука, белог лука, першуна, ренданог сира, соли, бибера и куркуме. Затим по жељи додаје пилетина, туњевина, млевено месо или спанаћ.

### Магрепско-јеврејски
Јевреји из Магреба такође једу и припремају тажине, захваљујући њиховом историјском присуству у северној Африци. Тажин је веома важно јело у сефардској кухињи који се обично припрема за шабатске вечере у сефардској заједници и служи се са кус-кусом. Сефарди из различитих региона припремају различите стилове тажина, на пример марокански Јевреји често припремају тажин са сувим воћем, док Јевреји из Туниса често припремају тажин од поврћа попут кромпира, шаргарепе и тиквице исечене на велике коцкице. Тажин се такође обично припрема за јеврејске празнике као што су Рош Хашана и Јом Кипур. 

## Галерија
- Марокански тажин
- Туниски тажин
- Тажин са рибом
- Тажин са шљивама
- Чорбасти тажин
- Кување тажина